# 쯧어
쯧어(Chứt)는 베트남과 라오스 캄무안주에 거주하는 쯧족이 사용하는 비엣어파의 언어군 또는 방언군이다. 화자 수는 2007년 기준 약 1,300명이다.

## 분류
크게 베트남 측에서 쓰이는 마이어(Mày), 룩어(Rục), 삭어(Sách)와 라오스 국경지대에서 쓰이는 아렘어(Arem)로 나눌 수 있다. 각각 쯧족의 일파인 마이족, 룩족, 삭족, 아렘족이 사용한다. Babaev & Samarina (2021)에서 쯧어에 포함된 크리어(Kri)와 말렝어(Maleng)는 Alves & Sidwell (2021)에서는 비엣어파의 별개 언어로 분류되었다. 반유목민 또는 정착 농업민인 삭족과 화전민인 크리족을 제외하면 이들은 모두 20세기 말까지 수렵채집민이었다.